# Камполучи (Арецо)
Камполучи је насеље у Италији у округу Арецо, региону Тоскана.
Према процени из 2011. у насељу је живело 274 становника. Насеље се налази на надморској висини од 254 м.